# Timalus leucomela
Timalus leucomela är en fjärilsart som beskrevs av Walker 1856. Timalus leucomela ingår i släktet Timalus och familjen björnspinnare. Inga underarter finns listade i Catalogue of Life.